# Medal Seringapatamu
Seringapatam Medal – jeden z medali kampanii brytyjskich ustanowiony 18 lipca 1808 w Madrasie.
Medal bito w mennicach w Birmingham i w Kalkucie z matryc zrobionych w Anglii. Wybito ponad 50 000 medali, z tego 350 złotych (tylko dla oficerów), 185 pozłacanych, 850 srebrnych, 5000 brązowych i 45 000 w czystej cynie.

## Zasady nadawania
Nadawany żołnierzom brytyjskim i indyjskim z Brytyjskiej Kompanii Wschodnioindyjskiej wszystkich rang, którzy wzięli udział w powtórnej kampanii pomiędzy rokiem 1798 i 1799 przeciwko Tipu Sultanowi zwanemu Tygrysem Mysore, zakończonej 4 maja 1799 zdobyciem Seringapatam.

## Opis medalu
Występowało kilka wariantów tego medalu, które różniły się tylko niewielkimi szczegółami. Średnica medalu wahała się od 45 do 48 mm.
Awers: przedstawia brytyjskiego lwa walczącego z hinduskim tygrysem reprezentującym Tipu Sultana oraz data IV MAY MDCCXCIX
Rewers: przedstawia scenę szturmu na miasto Seringapatam
Medal oficjalnie nadawano bez wstążki, jednak spotykano wstążki jednolicie żółte lub czerwone.